# Methanopyraceae
En taxonomía, los Methanopyraceae son una familia de arqueas metanógenas dentro de la orden Methanopyrales. Esta familia contiene solo un género, que contiene solo una especie, Methanopyrus kandleri. Es quimoautolitótrofo y sus células son en forma de barra. Puede crecer cómodamente a temperaturas de 98 °C y puede sobrevivir en tempturatures tan altas como 110 °C, por lo que es el metanógena más termófilo conocido. Se ha encontrado que viven en los fuentes hidrotermales.

## Otras lecturas

### Libros científicos
- Huber R; Stetter KO (2001). «Family I. Methanopyralceae fam. nov.».  En DR Boone; RW Castenholz, eds. Bergey's Manual of Systematic Bacteriology Volume 1: The Archaea and the deeply branching and phototrophic Bacteria (2nd edición). Nueva York: Springer Verlag. pp. 169. ISBN 978-0-387-98771-2.
- Huber R; Stetter KO (2001). «Order I. Methanopyrales ord. nov.».  En DR Boone; RW Castenholz, eds. Bergey's Manual of Systematic Bacteriology Volume 1: The Archaea and the deeply branching and phototrophic Bacteria (2nd edición). Nueva York: Springer Verlag. pp. 169. ISBN 978-0-387-98771-2.

### Bases de datos científicos
- PubMed
- PubMed Central
- GoogleScholar